# Poulet à l'estragon
Le poulet à l'estragon est un grand classique de la cuisine française qui apparait au XVIIIe siècle et qui connait un forte diffusion dans la gastronomie anglophone. La recette consiste à cuire le poulet avec de l'estragon et à le servir avec une sauce à l'estragon, d'où son autre nom : poulet sauce estragon. La version froide se présente en gelée ou en terrine.
À cause de sa simplicité et de son cout modéré, il est abondamment présent dans les menus dont il constituait à l'origine une entrée.

## Histoire
Menon donne en 1759 la recette princeps des poulets à l'estragon qui sera reproduite pendant deux siècles. Il farcit son poulet de beurre à l'estragon (blanchi), le colore à la casserole, le cuit à la broche, et à côté fait une sauce du jus de poulet, d'estragon, de beurre manié qui est liée au jaune d'œuf. En 1767, François-Alexandre Aubert de La Chesnaye Des Bois donne une version courte (poulets à la broche à l'estragon) avec pour différence du jus de citron dans la sauce. En 1798, poulets à l'estragon entre dans le Dictionnaire de l'Académie française, article estragon. La farce à l'estragon du poulet rôti inclut souvent son foie, du lard.
C'est au XIXe siècle que la fréquence de l'expression devient significative dans la littérature numérisée, cette fréquence croît depuis 1935. En langue anglaise Boiled Chickens and Tarragon Sauce apparait en 1806, sa fréquence croit sensiblement à compter de 1860, elle est maximale dans la décennie 1960. En russe курица с эстрагоном (kuritsa s estragonom) apparait en 1816 en plat froid en gelée il reste commun dans la cuisine russe, la cuisine géorgienne. En allemand, Hühnchen mit Bertram (un des noms locaux de l'estragon) mentionné en 1824 sont également un aspic. Escoffier a servi une terrine (froide) de poulet à l'estragon en février 1913 à Guillaume II sur le paquebot Imperator. Dès 1840, Viard innove avec son poulet en mayonnaise froid, cuit avec du vinaigre d'estragon et nappé d'une sauce à la gelée et à l'estragon.

### Cuisine classique

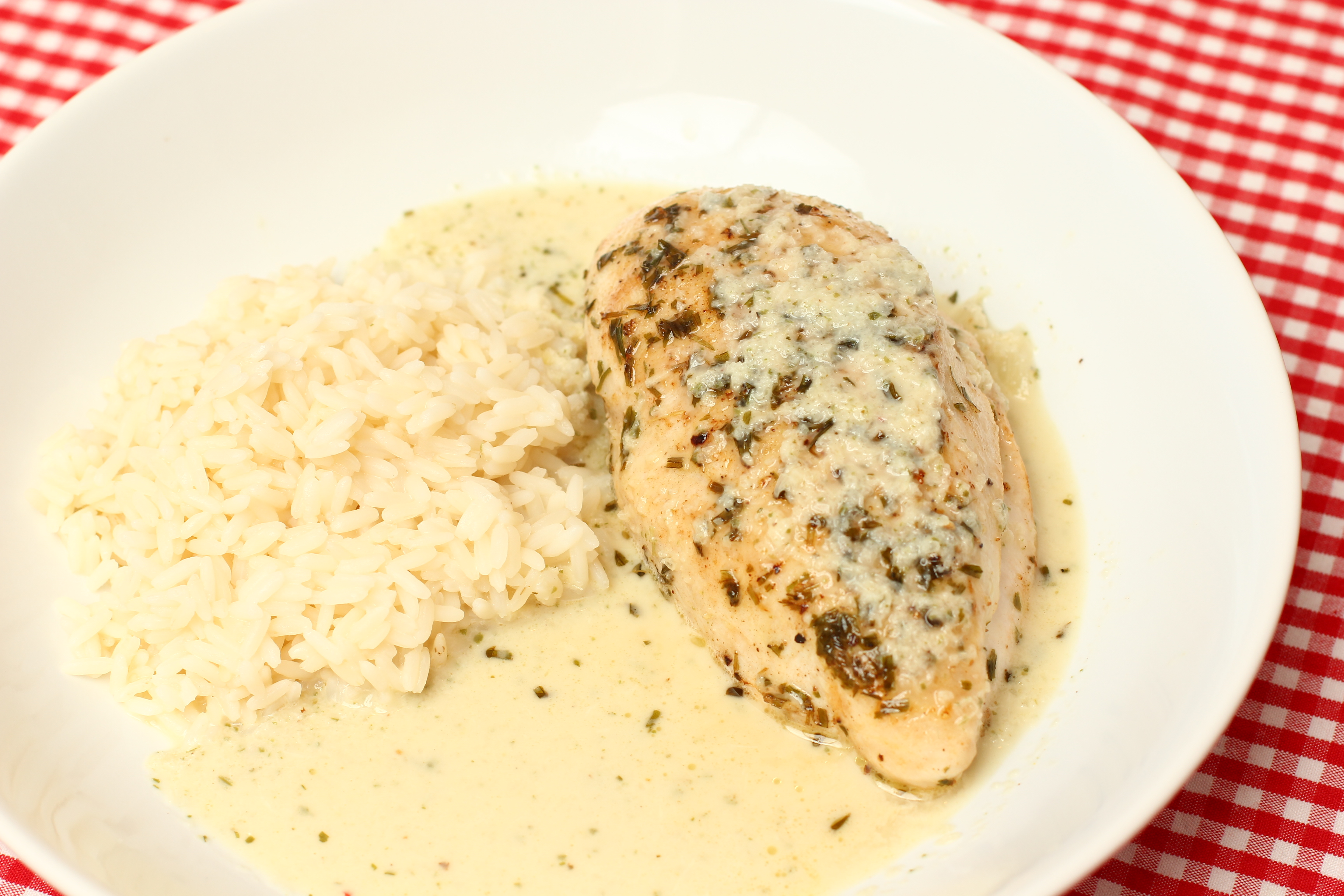
Service classique avec du riz

Au XXe siècle le poulet sauté à l'estragon se généralise, il est découpé avant cuisson. Il est servi lors du premier voyage de l'Orient Express en aout 1888. Emille Darenne en donne la recette et aussi un poulet au jus d'estragon où la sauce est son simple jus condimenté à l'estragon et le poulet au blanc (cuit dans un bouillon de veau) à l'estragon. La sauce liée à l’œuf tend à disparaitre. Escoffier (1934) mouille le poulet sauté avec du vin blanc et une demi-glace, il réduit tout et ajoute une forte pincée d'estragon ciselé. Chez Ali-bab (1928) le jus de cuisson est additionné d'un peu de fond de volaille et d'estragon puis versé sur le poulet sauté.
La cuisine bourgeoise cuit aussi le poulet dans un bouillon (« extrait Liebig délayé dans l’eau chaude et un verre de bon vin blanc ») qui réduit est lié à l'œuf et terminé à l'estragon (1898). Le poulet à la crème d'estragon - sauce crémée à l'estragon - apparait dans les années 1950, dans le Bugey, dans l'Ain. Dans Cuisine et vins de France (1953) le poulet découpé est sauté, flambé au cognac, mouillé au Meursault et au fond de veau, la sauce est liée à l'œuf et à la crème...

### Cuisine moderne
Bien que rangé dans La cuisine de nos grands- mères, le poulet à l'estragon est toujours présent. La recette est simplifiée : poulet rôti servi avec quelques feuilles d'estragon (2013), elle apparait dans la cuisine pour les diabétiques, dans la cuisine vite faite : poulet froid mayonnaise à l'estragon. A. Ducasse décore une fricassée de poulet (avec vin blanc, concentré de tomate et fond de volaille) de feuilles d'estragon (2013). 

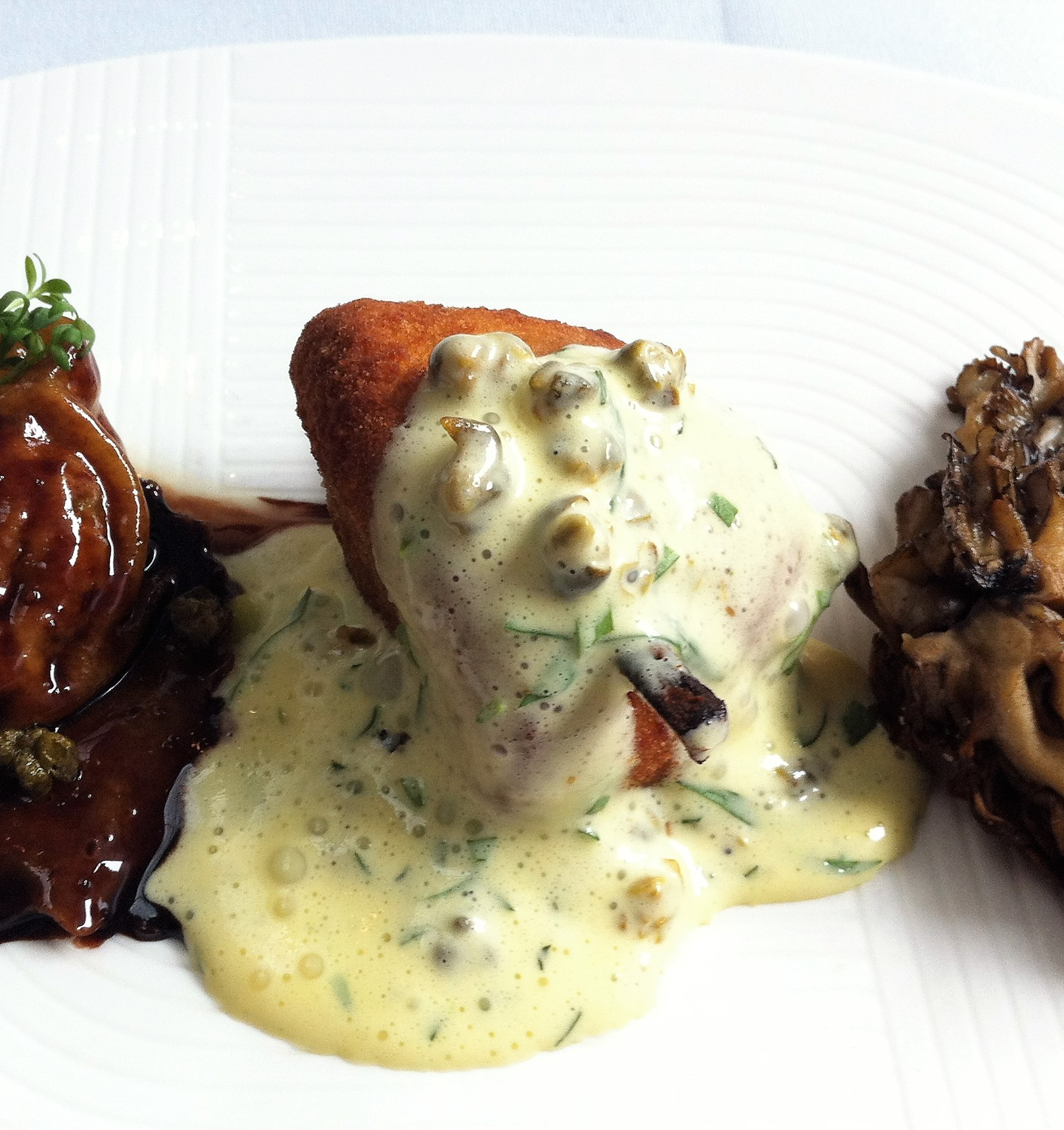
La sauce à l'estragon peut être acidulée au citron, au vinaigre ou ici aux câpres

### Tarragon chicken
Chickens A-la-Stragan apparait en anglais en 1769 comme plat froid (un poulet rôti froid avec du vin de sureau, de l'huile douce, du jus de jambon, du persil haché, du fenouil décoré de feuilles d'estragon et de citron). En 1801 Charlotte Mason met de l'estragon dans ses Aspics de poulet (chickens in aspic) froids. The imperial and royal cook décrit la manière de faire la sauce à l'estragon chaude pour napper le poulet bouilli : un peu de bouillon clair, des feuilles d'estragon le tout réduit à glace, de la béchamel et quelques gouttes de vinaigre d'estragon. Il faut attendre le XXe siècle pour que le tarragon chicken - tarragon chicken fricassee - envahisse la presse anglophone (Sunset 1998, repas d'avril).
Du temps des Kennedy le poulet à l'estragon était régulièrement servi à la Maison-Blanche. Dans les années 1970, le chef James Beard (1903-1985) et Clementine Paddelford du New York Herald Tribune's popularisent le poulet à l'estragon auprès du public américain.

## Développements
Carème (1822) sert à l'estragon des poulardes et non des poulets. Les préparations de volaille chaudes ou froides incluent l'estragon : quenelles à l'essence d'estragon, pain de volaille à l'estragon, tourte de poulet à l'estragon, etc.
Le jus lié à l'estragon est utilisé avec l'ensemble des viandes blanches chez Escoffier (1928). La sauce crème-estragon est parfois moutardée.
L'estragon entre dans diverses recettes de poulet: poulet aux fines herbes, friteau de poulet.

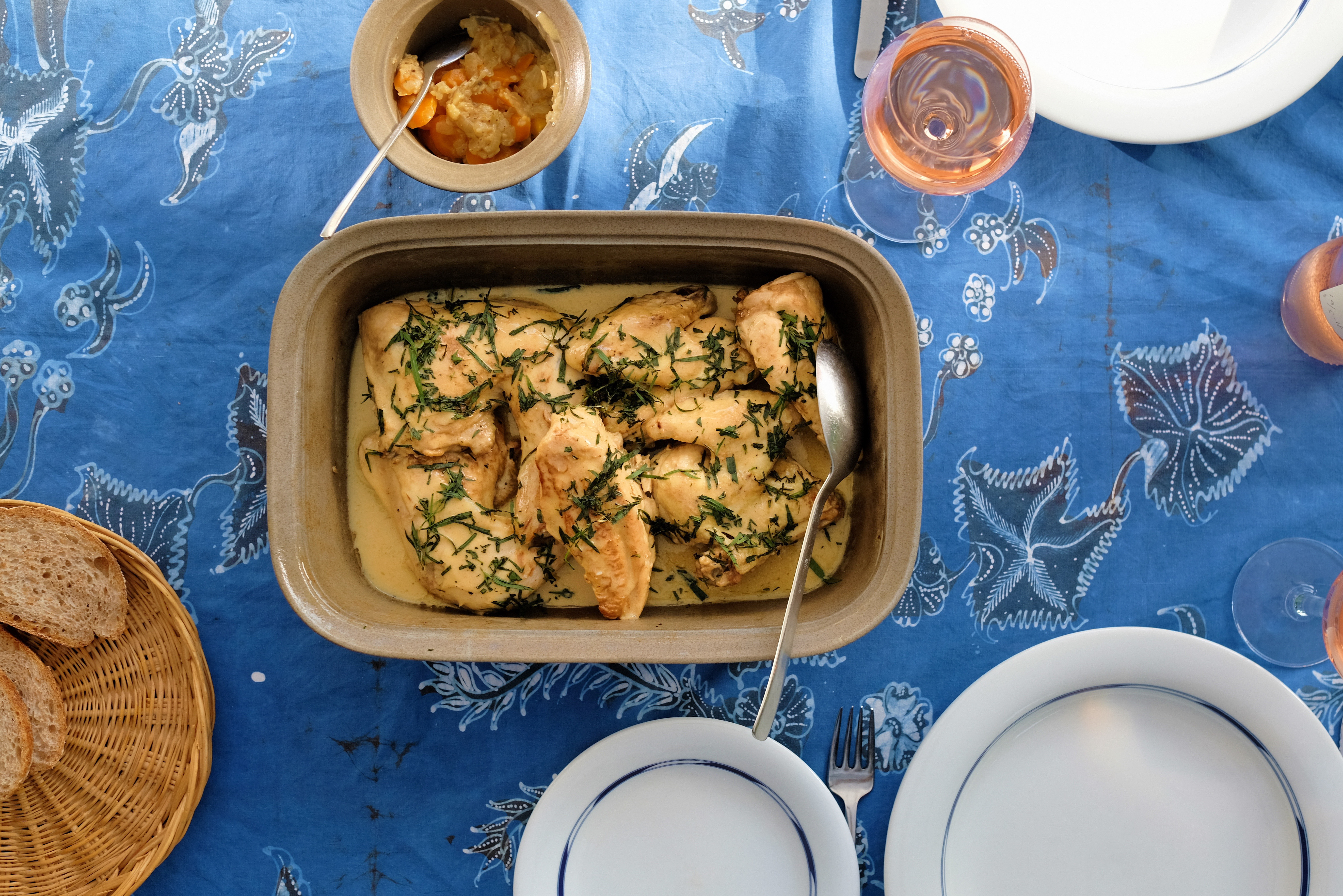
Poulet à l'estragon sauce crèmée

## Anthologie
- Alexandre Dumas. Le soufflet de Charlotte Corday. Œuvres illustrées, Vol.13[41]

« Tous les jeudis, le menu était le même. M. Ledru pensait que, pendant les huit jours écoulés, les convives avaient pu manger autre chose soit chez eux, soit chez les autres hôtes qui les avaient conviés. On était donc sûr de trouver chez M. Ledru, tous les jeudis, le potage, le bœuf, un poulet à l'estragon, un gigot rôti, des haricots et une salade. Les poulets se doublaient ou se triplaient selon les besoins des convives.
Qu'il y eût peu, point, ou beaucoup de monde, M. Ledru se tenait toujours à l'un des bouts de la table, le dos au jardin, le visage vers la cour. Il était assis dans un grand fauteuil incrusté depuis dix ans à la même place; là il recevait, des mains de son jardinier Antoine, converti, comme maitre Jacques, en valet de pied, outre le vin ordinaire, quelques bouteilles de vieux bourgogne qu'on lui apportait avec un respect religieux »